# Парфёнова, Евдокия Ивановна
Евдокия Ивановна Парфёнова (14 апреля 1918 год, хутор Грушное, Новооскольский уезд, Курская губерния, РСФСР — 27 января 2005 года, село Солонец-Поляна, Новооскольский район, Белгородская область, Россия) — колхозница, Герой Социалистического Труда (1948).

## Биография
Родилась в 1918 году в крестьянкой семье на хуторе Грушное Новооскольского уезда Курской губернии (сегодня — Новооскольский район Белгородской области). В 1932 году вступила в колхоз «Красная Звезда» Великомихайловского района Курской области. Была назначена звеньевой полеводческого звена. Позже работала звеньевой свекловодческого звена.
В 1947 году полеводческое звено под руководством Евлокии Парфёновой вручную скашивало по 50-60 соток пшеницы при норме 30 соток. Благодаря работе звена намолот зерна в колхозе «Красная звезда» в этом году составил 25-30 центнеров с каждого гектара. За этот доблестный труд она была удостоена в 1948 году звания Героя Социалистического Труда.
Избиралась депутатом сельского и Новооскольского городского советов народных депутатов. В последние годы своей жизни проживала в селе Солонец-Поляна. Скончалась 27 января 2005 года.

## Память
- В городе Новый Оскол в 2008 году на Аллее Героев был установлен бюст Евдокии Парфёновой.

## Награды
- Герой Социалистического Труда — Указом Президиума Верховного Совета от 4 мая 1948 года;.
- Орден Ленина (1948);
- Медаль «За трудовое отличие».